# مطار تاتا
مطار تاتا (إياتا: LEK، إيكاو: GULB) هو مطار يخدم ابي في غينيا.
كان المطار مرصوفًا سابقًا، ولكنه أصبح الآن عشبًا / ترابًا بالكامل بسبب خطط إعادة رصف المدرج التي لم تحدث أبدًا.
لا توجد حاليًا رحلات ركاب مجدولة إلى ابي، لكن المطار استقبل الركاب حتى منتصف العقد الأول من القرن الحادي والعشرين من خلال شركات النقل الإقليمية.

## روابط خارجية
- خريطة الشارع المفتوح - مطار لابي
- SkyVector - مطار لابي تاتا
- مطاراتنا - مطار تاتا
- تاريخ الحوادث لـ (LEK) على شبكة سلامة الطيران.
- جوجل إيرث